# Synagoga Eliahu Ha'navi w Jerozolimie
Synagoga Eliyahu Ha'navi w Jerozolimie – synagoga znajdująca się w Dzielnicy Żydowskiej Starego Miasta w Jerozolimie, wchodząca w skład tzw. czterech sefardyjskich synagog.
Synagoga została zbudowana w XVI wieku i nazwana Kahal Kadosz Talmud Torah, jednak w 1588 zmieniono jej nazwę na Elijahu HaNavi, na cześć proroka Eliasza, który miał się tutaj objawić. Według legendy synagoga otrzymała nazwę po pewnym wydarzeniu w czasie święta Jom Kipur. Brakowało jednej osoby do minjanu. Wówczas z nieba nagle pojawił się nieznany mężczyzna i nabożeństwo mogło się zacząć. Zniknął on po modlitwie neilah. Zgromadzeni byli pewni, że był to Eliasz. Do dzisiejszego dnia w tylnym pomieszczeniu bożnicy stoi puste krzesło, czekające na Eliasza.
Synagoga służyła głównie jako biet midrasz do studiowania Tory. Nabożeństwa odbywały się tylko w święta.